# Jair Córdova
Jair Cordova (Lima, Provincia de Lima, Perú, 19 de agosto de 1996) es un futbolista peruano. Juega como delantero centro y su equipo actual es Defensor José María Arguedas de la Liga 3 de Perú.

## Trayectoria
En el 2023 desciende de la Liga 2 con el Alfonso Ugarte al acumular dos walkovers en el torneo por temas económicos y administrativos.

## Clubes[1]
| Club                         | País   | Año         | Partidos | Goles |
| ---------------------------- | ------ | ----------- | -------- | ----- |
| Cienciano                    | Perú   | 2016        | 5        | 5     |
| Alianza Atlético             | Perú   | 2017 - 2018 | 47       | 25    |
| Carlos A. Mannucci           | Perú   | 2019        | 1        | 1     |
| Juan Aurich                  | Perú   | 2019        | 18       | 12    |
| Alianza Universidad          | Perú   | 2020        | -        | -     |
| Cavalry FC                   | Canadá | 2020        | 4        | 1     |
| Alianza Universidad          | Perú   | 2021        | 8        | 0     |
| Sport Chavelines             | Perú   | 2022        |          |       |
| Unión Huaral                 | Perú   | 2022        | 5        | 6     |
| Alfonso Ugarte               | Perú   | 2023        |          |       |
| Deportivo Coopsol            | Perú   | 2024 -      |          | 2     |
| Defensor José María Arguedas | Perú   | 2025 -      |          |       |

## Palmarés

### Distinciones individuales
| Distinción                                                                  | Año  |
| --------------------------------------------------------------------------- | ---- |
| Máximo goleador de la Segunda División del Perú                             | 2018 |
| Preseleccionado como delantero en el mejor once de la Liga 2 según la SAFAP | 2019 |
| Nominado a jugador del año de la Liga 2                                     | 2019 |